# Sándor István (unitárius lelkész)
Jánosfalvi Sándor István (Lókod (Udvarhely megye), 1804 – Homoródjánosfalva, 1879. december 29.) unitárius lelkész.

## Élete
Atyja, Sándor Lőrinc lévita volt. Tanulmányait Torockón, 1816-tól Székelykeresztúron kezdte, majd a kolozsvári unitárius főgimnáziumban folytatta. 1827-ben papi pályára lépett, és Szentábrahámon végzett szolgálatot. 1829-ben visszatért Kolozsvárra, ahol ideiglenes lelkészként tevékenykedett, majd 1833-ban egyházi tanácsos lett. 1836-ban megnősült, de még abban az évben (más források szerint két év múlva) elvált. 
1836. májusban Magyarszováton lett pap, de onnan 1837. július 23-án "nyughatatlan természete miatt" Árkosra rendelték át. Itteni tevékenységét is akadályozta "nőtlen életének daemona", fél évig eltiltották a prédikálástól. 1841. május 2-án püspöki rendelettel a Homoródkarácsonyfalvára irányították át; a magánéleti gondok itt is megkeserítették életét. 
Az 1848–49-es forradalom és szabadságharcot követő időszakban Heydte térparancsnokot illető szavai miatt  1849. szeptember 17-én Székelyudvarhelyen vizsgálati fogságba került, ahonnan 1850. szeptember 20-án szabadult ki. Időközben a homoródkarácsonyfalvi papi tisztséget betöltötték, így Gyepesre kapott kinevezést. "Zajos élete" miatt innen is mennie kellett; 1858-tól Datkon lett lelkész. 1867-ben visszavonult hivatalából, és homoródjánosfalvi birtokára költözött; itt élte le életének haláláig terjedő korszakát. Könyvtárát a székelykeresztúri gimnáziumra hagyományozta.

## Munkássága
Korának elismert egyházi szónoka volt. Árkosi és homoródkarácsonyfalvai papsága idején ellátta a Sepsi-Miklósvár és Udvarhely egyházkörnyékeknek jegyzői tisztségét is. Minden állomáshelyén fontos építkezéseket, javításokat hajtatott végre. 
Unikumokban gazdag könyvtárát a Székelyföldön egyedülállónak tartották. Több tudóssal levelezett (Kemény József, Kovács István, Jakab Elek), akiknek könyveket adott el. Folytonosan olvasott, jegyezgetett; olvasmányait, tapasztalatait leírta.
Hirlapi cikkeket írt a Tudományos Gyűjteménybe, a Brassói Ujságba, a Vasárnapi Ujságba (1862. A templomok története, Azoknak a kik a könyvet megbecsülik, 1863. A seprűs-, kalános czigányok és tolvaj-czigányok, Oltárok története), és a Politikai Közlönybe.
Székelyhoni utazás a két Homoród mellett című művét 2003-ban adta ki a székelyudvarhelyi Litera kiadó. Kéziratban maradt művei: Szentírásmagyarázó apostol, Elegyes szószármaztatás, Olympiai szent berek, Fejtegető Oedipus, Tudományos napló, Unitárius egyháztörténelem, Bibliai és közéleti tárgyak c. munkák és naplójegyzetei.

### Kötetei
- A papnak készsége az evangéliom prédikállására...; Református Kollégium Ny., Kolozsvár, 1828
- Székelyhoni utazás a két Homoród mellett. Utazás a Külső- vagy Nagy-Homoród mellett; sajtó alá rend. Benczédi Pál; Minerva, Kolozsvár, 1942 (Erdélyi ritkaságok)
- Székelyhoni utazás a két Homoród mellett. 2., 1838-tól 1846-1858-ig; Minerva, Kolozsvár, 1942 (Erdélyi ritkaságok)